# Oxyoppia taurus
Oxyoppia taurus är en kvalsterart som beskrevs av Pérez-Íñigo och Baggio 1997. Oxyoppia taurus ingår i släktet Oxyoppia och familjen Oppiidae. Inga underarter finns listade i Catalogue of Life.